# Longlow Rock
Longlow Rock är en klippa i Sydgeorgien och Sydsandwichöarna (Storbritannien). Den ligger i den sydöstra delen av Sydgeorgien och Sydsandwichöarna.
Terrängen runt Longlow Rock är huvudsakligen kuperad, men den allra närmaste omgivningen är platt. Havet är nära Longlow Rock åt nordväst.  Trakten runt Longlow Rock är nära nog obefolkad, med mindre än två invånare per kvadratkilometer. Det finns inga samhällen i närheten. 